# Lojze Novak
Lojze Novak, slovenski pesnik, pisatelj in literarni kritik, * 17. junij 1927, Murski Črnci, † 27. september 1986, Buenos Aires.

## Življenje
Lojze Novak se je rodil 17. junija 1927 v Murskih Črncih. Bil je najmlajši sin očeta Franca in mame Marije. Kasneje je dobil še sestro Marijo in brata Jožeta. Nižjo gimnazijo je obiskoval v Veržeju pri Selezijancih, nato se je pa prepisal na Državno realno gimnazijo kneza Koclja v Murski Soboti, kjer je opravil malo maturo. Med okupacijo je bil na sezonskem delu v Celdömölku na Madžarskem na Eszterházijevem posestvu. Nekaj časa je bil zaposlen pri zasebnem prevozniku Janezu Mariču iz Murskih Črncev, kjer je prevažal gramoz. Nekako v začetku meseca aprila 1945 po umiku madžarske vojske iz Prekmurja se je pridružil vaški straži v Murskih Črncih.
Med drugo svetovno vojno naj bi zaradi madžarske okupacije sprva bil naklonjen gibanju Osvobodilne fronte, kasneje pa naj bi se priključil gibanju »stražarjev«. Zadnjič so ga videli nekaj dni pred odhodom prekmurske brigade iz Prekmurja. Potem so se vezi z domovino pretrgale vse do leta 1949, ko je bil že v Argentini. Ob koncu vojne 1945 se je umaknil na Koroško, v eno izmed begunskih taborišč. Morda je bilo to taborišče Peggez pri Lienzu, vendar tega ne moremo trditi z gotovostjo.
Od tu naprej imam podatke o njegovem življenju v taborišču Spittal na Dravi, kamor naj bi Novak prišel iz drugega taborišča. Tu se je vpisal v četrti letnik nižje gimnazije. V tem odbodbju je začel objavljati svoje črtice v tedniku Koroška kronika. Tako kot večina slovenskih beguncev je tudi Novak emigriral v Argentino, in sicer z ladjo General Holbrook, ki je v Buenos Aires priplula 5. februarja 1949.
Novak je bil eden prvih pisateljev iz avstrijskih taborišč, ki se je v Buenos Airesu priključil Balantičevi pisateljski družini.
Njegova prva služba je bila v tekstilni tovarni Tintoreria Moron, kasneje je bil prodajalec v trgovini Bumar v Ramos Mejia. V Argentini je spoznal ženo, ki je bila tudi Slovenka, in z njo imel dva otroka. Kasneje je dobil službo v tekstilni tovarni Modekraft na Floridi. Zadnja leta pred smrtjo je delal v pekarni Gran Pan, kasneje pa v Ortiz, v obeh kot vodja ekspedita.
Po ustanovitvi Slovenske kulturne akcije leta 1954 je Novak postal njen član in se vključil v literarni odsek.
Umrl je 27. septembra 1986 zaradi srčnega infarkta.

## Delo

### Leposlovna dela
- Božič v Prekmurju / Lojze Novak. – V: Koroška kronika. – Letn. 3, št. 53 (1947), str. 6.
- Grenki trenutki / Lojze Novak. – V: Lepša bodočnost . – Letn. 2, št. 11 (1947), str. 215–216.
- Kruh / Lojze Novak. –  V: Koroška kronika. – Letn. 3, št. 51 (1947), str. 4.
- Ob žetvi / Lojze Novak. – V: Koroška kronika. – Letn. 3, št. 36 (1947), str. 3.
- Pismo / Lojze Novak. – V: Koroška kronika. – Letn. 3, št. 50 (1947), str. 4.
- Prekmurska jesen / Lojze Novak. – V: Koroška kronika. – Letn. 3, št. 47 (1947), str. 4.
- Prekmursko “gostüvanje” / Lojze Novak. – V: Lepša bodočnost. – Letn. 2, št. 9–10 (1947), str. 178–180, 207–209.
  - Del 1. – V: Lepša bodočnost. – Letn. 2, št. 9 (1947), str. 178–180.
  - Del 2. – V: Lepša bodočnost. – Letn. 2, št. 10 (1947), str. 207–209.
- Tam, kjer šumijo jagnjedi  / Lojze Novak. – V: Koroška kronika. – Letn. 3, št. 12 (1947), str. 4.
- Mati / Lojze Novak. – V: Koroška kronika. – Letn. 4, št. 14 (1948), str. 4.
- Na krivi poti / Lojze Novak. – V: Koroška kronika. – Letn. 4, št. 16 (1948), str. 4.
- Njegove gosli / Lojze Novak. – V: Koroška kronika. – Letn. 4, št. 16 (1948), str. 4.
- Pesem dveh src : iz cikla Po tujih poljih / Lojze Novak. – V: Koroška kronika. – Letn. 4, št. 45 (1948), str. 4.
- Bog je vstal / Lojze Novak. – V: Svobodna Slovenija. – ISSN Y500-4721. – Letn. 7, št. 15 (1949), str. 2.
- Neža / France Ravnik. – V: Koroška kronika. – Letn. 5, št. 24 (1949), str. 4.
- Čaj / Lojze Novak. – V: Slovenska beseda. – ISSN 0489-1759. – Letn. 1, št. 6/7 (1950), str. 9–11.
- Dve silhueti / Lojze Novak. – V: Slovenska beseda. – ISSN 0489-1759. – Letn. 1, št. 10 (1950), str. 8.
  - Del 1: Talci. – V: Slovenska beseda. – ISSN 0489-1759. – Letn. 1, št. 10 (1950), str. 8.
  - Del 2: Ugasle oči. – V: Slovenska beseda. – ISSN 0489-1759. – Letn. 1, št. 10 (1950), str. 8.
- Jutro v krvavi rosi : odlomek iz neobjavljenega romana Veliki Klenkovec / Lojze Novak. – V: Slovenska beseda. – ISSN 0489-1759. – Letn. 1, št. 2 (1950), str. 5–6, št. 3 (1950), str. 5–6.
- Noč brez zvezd / Lojze Novak. – V: Koroška kronika. – Letn. 6 (1950), št. 6, str. 4.
- Pijanec / Lojze Novak. – V: Slovenska beseda. – ISSN 0489-1759. – Letn. 1, št. 4 (1950), str. 6–7.
- Umetnikova bolest / France Ravnik . – V: Koroška kronika. – Letn. 5, št. 12 (1950), str. 4.
- Zbogom : iz zbirke Moja pot / Lojze Novak. – V: Koroška kronika. – Letn. 5, št. 5 (1950), str. 4.
- Balada o stotaku / Lojze Novak. – V: Duhovno življenje. – ISSN Y500-5698. – Letn. 19, št. 8 (1951), str. 411–413.
- Ecce Homo! : odlomek iz neobjavljenega romana / Lojze Novak. – V: Slovenska beseda. – ISSN 0489-1759. – Letn. 2, št. 1/2 (1951), str. 7–9.
- Beračica / Lojze Novak. – V: Slovenska beseda. – ISSN 0489-1759. – Letn. 3, št. 1/2 (1952), str. 8.
- Maj / Lojze Novak. – V: Slovenska beseda. – ISSN 0489-1759. – Letn. 3, št. 3/4 (1952), str. 38–39.
- Matija Trpin : poklanjam svoji mami / Lojze Novak. – V: Zbornik Svobodne Slovenije. – ISSN Y503-5082 . – (1952), str. 150–156.
- Narodni delež Slovenske Krajine / Lojze Novak. – V: Slovenska pot. – Letn. 1, št. 2 (1953), str. 8–9.
- Poslednji obisk : mrtvemu prijatelju Marijanu Koritniku v spomin / Lojze Novak. – V: Slovenska pot. – Letn. 1, št. 1 (1953), str. 11–12.
- Jakob Sršen / Lojze Novak. – V: Meddobje. – ISSN Y500-3008. – Letn. 1, št. 1/2 (1954), str. 11–14.
- Zgodbe neznanih vojakov / Lojze Novak. – V: Meddobje. – ISSN Y500-3008. – Letn. 1, št. 4 (1954), str. 174–183.
- Dež : črtica / Lojze Novak. – V: Zbornik Svobodne Slovenije. – ISSN Y503-5082 . – (1955), str. 108–111.
- Sonce nad Vislo / Lojze Novak. – V: Slovenska beseda. – ISSN 0489-1759. – Letn. 6, št. 9/10 (1955), str. 103–104.
- Starec / Lojze Novak. – V: Slovenska beseda. – ISSN 0489-1759. – Letn. 6, št. 9/10 (1955), str. 106–107.
- Očiščenje : novela / Lojze Novak. – V: Zbornik Svobodne Slovenije. – ISSN Y503-5082 . – (1956), str. 169–174.
- Utrinki / Lojze Novak. – V: Slovenska beseda. – ISSN 0489-1759. – Letn. 7, št. 1/2 (1956), str. 6–7.
  - Del 1: Payador. – V: Slovenska beseda. – ISSN 0489-1759. – Letn. 7, št. 1/2 (1956), str. 6.
  - Del 2: Silhueta. – V: Slovenska beseda. – ISSN 0489-1759. – Letn. 7, št. 1/2 (1956), str. 6.
  - Del 3: Nerazumljiva zgodba / Lojze Novak. – V: Slovenska beseda. – ISSN 0489-1759. – Letn. 7, št. 1/2 (1956), str. 6–7.
- V senci Južnega križa / Lojze Novak. – V: Zbornik Svobodne Slovenije. – ISSN Y503-5082 . – (1957), str. 127–130.
- Tomaž Špolar / Lojze Novak. – V: Zbornik Svobodne Slovenije. – ISSN Y503-5082 . – (1958), str. 133–137.
- Pampa : odlomek iz romana / Lojze Novak. – V: Zbornik Svobodne Slovenije. – ISSN Y503-5082 . – (1959), str. 133–137.
- Curek časa / Lojze Novak. – V: Zbornik Svobodne Slovenije. – ISSN Y503-5082 . – (1960), str. 100–105.
- Skrivnost trenutka / Lojze Novak. – V: Zbornik Svobodne Slovenije. – ISSN Y503-5082 . – (1962), str. 114–118.
- Slišal sem pesem : ob desetletnici slovenskega šolskega tečaja »France Balantič« v San Justu / Lojze Novak. – V: Zbornik Svobodne Slovenije. – ISSN Y503-5082 . – (1962), str. 99–118.
- Pesem / Lojze Novak. – V: Zbornik Svobodne Slovenije. – ISSN Y503-5082 . – (1963), str. 170–172.
- Rdeče kamelije : novela / Lojze Novak. – V: Zbornik Svobodne Slovenije. – ISSN Y503-5082 . – (1963), str. 162–172.
- Izgoreli čas / Lojze Novak. – V: Meddobje. – ISSN Y500-3008. – Letn. 26, št. 3/4 (1992), str. 206–261.
- Pesem tujih cest : sonetni venec / Lojze Novak. – V: Meddobje. – ISSN Y500-3008. – Letn. 39, št. 3/4 (2005), str. 170–177.
- Most svobode : dramski spev v treh delih : iz arhiva / Lojze Novak. – V: Meddobje. – ISSN Y500-3008. – Letn. 40, št. 3/4 (2006), str. 175–207.

### Neleposlovna dela
- Slovenska dekleta v Argentini / Lojze Novak. – V: Zbornik Svobodne Slovenije. –  ISSN Y503-5082 . – (1950), str. 183.
- Slovenski fantje v Buenos Airesu / Lojze Novak. – V: Zbornik Svobodne Slovenije. – ISSN Y503-5082 . – (1950), str. 182.
- Mladinska razstava umetniške akademije SKA : poročilo / Lojze Novak. – V: Slovenska pot. – Letn. 5, št. 1 (1957), str. 11–12.
- Zorko Simčič – Človek na obeh straneh stene / Lojze Novak. – V: Slovenska pot. – Letn. 5, št. 4 (1957), str. 55–56.
- Mirko Kunčič – Gorjančev Pavlek / Lojze Novak. – V: Slovenska pot. – Letn. 7, št. 1/2 (1959), str. 22–23.
- Pismo dr. Tinetu Debeljaku / Lojze Novak. – V: Meddobje. – ISSN Y500-3008. – Letn. 39, št. 1 (2005), str. 168–169.

### Neobjavljena dela
- [Brez naslova]  / Lojze Novak.
- Flegarjeva mati / Lojze Novak.
- Jagned v pampi: novela / Lojze Novak.
- Njegova bol / Lojze Novak.
- Silhueta 1953 / Lojze Novak.
- Silhueta 1957 / Lojze Novak.
- Vihar : novela / Lojze Novak.
- Zgodba o materi / Lojze Novak.

## Objektivna bibliografija
- Panorama slovenskih leposlovnih ustvarjalcev v emigraciji / Tine Debeljak. – V: Zbornik Svobodne Slovenije. – Letn. 7, št. 1 (1955), str. 228–244.
- Lojze Novak in njegov Izgoreli čas / Rozina Švent. – V: Sezonstvo in izseljenstvo v slovenskem prostoru: sosedstvo Avstrije, Hrvaške, Madžarske in Slovenije. – 2003, str. 447–457.
- Nepoznani biser Lojzeta Novaka: iz arhiva / Tone Mizerit. – V: Meddobje. – ISSN Y500-3008. – Letn. 39, št. 3/4 (2005), str. 167–169.
- Literarna dejavnost Lojzeta Novaka / Franc Kuzmič. – V: Panonski letopis. – 2007, str. 270–273.
- Pisatelj Lojze Novak / Vinko Rode. – V: Glas Slovenske kulturne akcije. – Letn. 54, št. 1/2 (2009), str. 6.
- Literarni opus in analitična osebna bibliografija Lojzeta Novaka : diplomsko delo / Sara Horvat. – Ljubljana : [S. Horvat], 2010. – 88 f. : ilustr. ; 30 cm